# 持ち分合同 (新聞)
持ち分合同（もちぶん・ごうどう）は、太平洋戦争（第二次世界大戦・大東亜戦争）末期の1945年（昭和20年）の日本において、地方紙に全国紙の題号を併記させて発行した新聞を指す。

## 経緯
大東亜戦争の激化により、内閣情報局が主導して特に地方では1つの都道府県に複数の地方新聞が存在していたのを原則として1つにまとめる『新聞統制』（新聞統廃合令）」が敷かれたが、その後も新聞を発行する製紙事情などにより1944年に夕刊の廃止（夕刊専売除く）が決定、更に朝刊についても2-4頁立てに紙面を制限させられたりした。
1945年3月10日の第1次東京大空襲を受けて、内閣総理大臣小磯国昭は空襲の頻繁な発生や新聞の輸送のための輸送・交通事情が悪化したことを受けて「戦局ニ対処スル新聞非常態勢ニ関スル暫定措置要綱」を制定する。これは、全国紙（当時は「中央紙」）と呼ばれている朝日新聞、毎日新聞、讀賣報知（当時は読売新聞と報知新聞は経営統合の状態にあった）については、東京都（東京本社）、大阪府（大阪本社）、福岡県（西部本社）の発行3拠点と、その周辺の地域（埼玉県、千葉県、神奈川県、兵庫県の一部、京都府、滋賀県、奈良県、和歌山県、山口県）については従来通り全国紙を単独で発行することとし、それ以外の道県は地方輸送をやめて、その地域の代表的な地方紙に全国紙3紙の題号を一緒に掲載するというものであった。

## 実例
本土空襲の激化により、一部では空襲の被害により社屋や印刷工場が壊滅的な被害を受けた影響から、外部リンクの写真にもある通り、全国紙の被災されていない工場に印刷委託することもあった。
一例として掲載されている「山梨日日新聞」の場合、甲府空襲が起きた1945年7月6日の時点では「甲府市百石町・山梨日日新聞社」として自社発行されているが、その後空襲でその百石町の社屋が損壊し、使用不能となったため、同年10月に石和町に疎開させていた印刷機を甲府市内の松林軒デパートビルに移設し、仮社屋が運用を始めるまでの一時期、暫定的に毎日新聞東京本社に委託して印刷を行っていた。このため発行所のクレジット表記も「東京都麹町区有楽町・毎日新聞社（東京）」と表記されている。
中国新聞の場合、1945年8月6日の広島市への原子爆弾投下で同市内の社屋が損壊し、朝日新聞西部本社に委託して印刷を行った。このため発行所のクレジット表記も「朝日新聞西部本社 小倉市砂津字富野口」と表記されている。

## 東京都における「共同新聞」
また、1945年5月には第3次東京大空襲で在京新聞各社の社屋・印刷所が軒並み被災した。麹町区有楽町の朝日新聞東京本社は唯一被害を免れたため、朝日・毎日・読売報知・東京・日本産業経済の5紙の題号を並べた共同新聞を、朝日の輪転機を使って印刷、発行した。「戦災により印刷工程に支障あり。廿七日附（27日付け）は東京5社の共同新聞を發行（発行）致します。右、ご了承願ひ（い）ます」との社告が掲載されていた。
28日以降は読売報知と東京新聞が社屋・印刷所の損傷が激しかったため、それぞれ朝日と毎日に印刷を委託（印刷所を間借り）する形を取り、30日付まで続いた。